# Wendy Finerman
Wendy Finerman (2 agosto 1960) è una produttrice cinematografica statunitense.

## Filmografia

### Cinema
- Don, un cavallo per amico (Hot to Trot), regia di Michael Dinner (1988)
- Forrest Gump, regia di Robert Zemeckis (1994)
- Così mi piace (I Like It Like That), regia di Darnell Martin (1994)
- The Fan - Il mito (The Fan), regia di Tony Scott (1996)
- Favole (FairyTale: A True Story), regia di Charles Sturridge (1997)
- Nemiche amiche (Stepmom), regia di Chris Columbus (1998)
- Le insolite sospette - Sugar & Spice (Sugar & Spice), regia di Francine McDougall (2001)
- Drumline - Tieni il tempo della sfida (Drumline), regia di Charles Stone III (2002)
- Il diavolo veste Prada (The Devil Wears Prada), regia di David Frankel (2006)
- P.S. I Love You, regia di Richard LaGravenese (2007)
- One for the Money, regia di Julie Anne Robinson (2012)

### Televisione
- In a Class of His Own, regia di Robert Munic - film TV (1999)

- One for the Money, regia di David Grossman - film TV (2002)
- Arrenditi, Dorothy (Surrender, Dorothy), regia di Charles McDougall - film TV (2006)
- Drumline - Il ritmo è tutto (Drumline: A New Beat), regia di Bille Woodruff - film TV (2014)
- Love by the 10th Date, regia di Nzingha Stewart - film TV (2017)